# Tituly a vyznamenání Sergeje Fjodoroviče Achromejeva

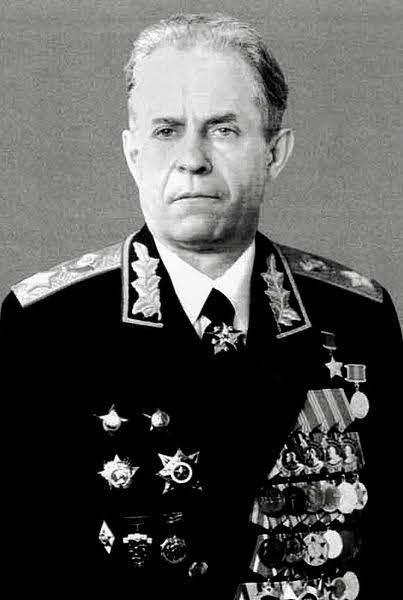
Sergej Fjodorovič Achromejev v uniformě zdobené řadou vyznamenání

Maršál Sovětského svazu Sergej Fjodorovič Achromejev, v letech 1984 až 1988 náčelník generálního štábu Sovětské armády, obdržel během svého života řadu sovětských i zahraničních řádů a medailí.

## Vojenské hodnosti
- 1942: poručík
- 1943: nadporučík
- 1947: major
- 1952: podplukovník
- 8. prosince 1956: plukovník
- 13. dubna 1964: generálmajor tankových vojsk
- 21. února 1969: generálporučík tankových vojsk
- 30. října 1974: generálplukovník
- 24. dubna 1979: armádní generál
- 25. března 1983: maršál Sovětského svazu[2]

## Vyznamenání

### Sovětská vyznamenání

#### Čestné tituly
- Hrdina Sovětského svazu – 7. května 1982[2]

#### Řády
- Řád rudé hvězdy – 15. září 1943 a 30. prosince 1956[2]
- Leninův řád – 23. února 1971, 21. února 1978, 28. dubna 1980 a 7. května 1982[2]
- Řád Za službu vlasti v ozbrojených silách III. třídy – 30. dubna 1975
- Řád vlastenecké války I. třídy – 6. dubna 1985
- Řád Říjnové revoluce – 7. ledna 1988

#### Medaile
- Medaile Za bojové zásluhy – 15. listopadu 1945
- Medaile 100. výročí narození Vladimira Iljiče Lenina – 1969
- Medaile Za zásluhy při obraně státní hranice SSSR
- Medaile Za obranu Leningradu – 1942
- Medaile Za obranu Stalingradu – 1942
- Medaile za vítězství nad Německem ve Velké vlastenecké válce 1941–1945 – 1945
- Jubilejní medaile 20. výročí vítězství ve Velké vlastenecké válce 1941–1945 – 1965
- Jubilejní medaile 30. výročí vítězství ve Velké vlastenecké válce 1941–1945 – 1975
- Jubilejní medaile 40. výročí vítězství ve Velké vlastenecké válce 1941–1945 – 1985
- Medaile Veterán ozbrojených sil SSSR
- Medaile Za upevňování bojového přátelství
- Medaile 30. výročí sovětské armády a námořnictva – 1948
- Medaile 40. výročí Ozbrojených sil SSSR – 1958
- Medaile 50. výročí Ozbrojených sil SSSR – 1968
- Medaile 60. výročí Ozbrojených sil SSSR – 1978
- Medaile 70. výročí Ozbrojených sil SSSR – 1988
- Pamětní medaile 800. výročí Moskvy – 1947
- Medaile Za bezchybnou službu I. třídy

### Zahraniční vyznamenání
- Afghánistán
  -  Řád rudého praporu – 1982
  -  Řád Saurové revoluce – 1984
  -  Medaile Bojovníku-internacionalistovi z vděčnosti afghánského lidu – 1988
- Bulharsko
  -  Řád Georgiho Dimitrova – 1988
  -  Řád Bulharské lidové republiky I. třídy – 1985
  -  Řád 9. září 1944 I. třídy s meči – 1974
  -  Medaile Za upevňování přátelství ve zbrani – 1977
  -  Medaile 30. výročí vítězství nad Německem – 1975
  -  Medaile 40. výročí nad hitlerovským fašismem – 1985
  -  Medaile 90. výročí narození Georgiho Dimitrova – 1974
  -  Pamětní medaile 100. výročí narození Georgiho Dimitrova – 1984
  -  Medaile 100. výročí osvobození Bulharska od osmanského jha – 1978
- Československo
  -  Řád rudé zástavy – 1982
  -  Řád Vítězného února – 18. dubna 1985[3]
  - Pamětní medaile k 30. výročí Slovenského národního povstání – 1974
  - Pamětní medaile k 40. výročí Slovenského národního povstání – 1984
- Čína
  -  Medaile čínsko-sovětského přátelství – 1955
- Kuba
  -  Pamětní medaile 20. výročí Revolučních ozbrojených sil – 1976
  - Pamětní medaile 30. výročí Revolučních ozbrojených sil – 1986
- Mongolsko
  -  Süchbátarův řád – 1981
  -  Medaile 30. výročí vítězství nad Japonskem – 1975
  -  Medaile 40. výročí chalcyn-golského vítězství – 1979
  -  Medaile 60. výročí Armádních sil Mongolské lidové republiky – 1981
- Polsko
  -  Medaile Za bratrství ve zbrani – 1988
- Rumunsko
  - Medaile Za vojenské zásluhy – 1985
- Severní Korea
  - Medaile 40. výročí osvobození Koreji – 1985
- Vietnam
  -  Řád za vojenské zásluhy I. třídy – 1985
- Východní Německo
  -  Scharnhorstův řád – 1983
  -  Medaile Za upevňování bratrství ve zbrani I. třídy – 1980
  - Medaile 30. výročí Lidové armády NDR – 1986